# القلعة الجنويه (سوداق)
القلعة الجنوية (بالأوكرانية: Генуезька фортеця)‏، (بالروسية: Генуэзская крепость)‏، (بالتتارية: Ceneviz qalesi)‏ أو قلعة سوداك هي قلعة في سوداق، شبه جزيرة القرم، بناها الجنويون في القرنين الثالث عشر والرابع عشر. المساحة الإجمالية للقلعة 27.9 هكتار.

## التاريخ
تم بناء التحصينات الأولى بالقرب من سوداق من قبل الرومان في القرنين الثالث والرابع. وكان لسكان مملكة بوسبوران تحصيناتهم الخاصة في سوقديا (سوداق) أيضًا. في القرن الثالث عشر، بدأ الجنويون بالاستقرار في سوقديا. في أواخر القرن الثالث عشروحتى أوائل القرن الرابع عشر، تم بناء التحصينات الحجرية حول وسط المدينة. في النصف الأول من القرن الرابع عشر، غزا المغول المدينة، ونتيجة لذلك تم تدمير التحصينات الجنوية الأصلية. بعد وفاة خان بردي بك، استعادت جمهورية جنوة سوقديا (سُميت فيما بعد سولديا)، وتم بناء قلعة جديدة حول المدينة. تمت دراسة هذه الفترة من تاريخ القلعة بشكل جيد؛ بفضل النقوش التي تركها الجنويون على الجدران. في 1475، أصبحت سوداق تحت سيطرة الدولة العثمانية. في عام 1771، احتلت القوات المسلحة للإمبراطورية الروسية منطقة سوداق. فقدت القلعة أهميتها وقيمتها الإستراتيجية في عهد الإمبراطورية الروسية، ومن ثم تم إزالة المباني الجنوية وأجزاء من القلعة، واستخدم الطوب في البناء الجديد.
في عام 1925، تم إنشاء متحف تاريخي وأثري على منطقة القلعة الجنوية، والذي أصبح في 1926 جزءًا من متحف الدولة التاريخي. في 1958، بعد نقل القرم 1954 إلى جمهورية أوكرانيا الاشتراكية السوفياتية، أصبحت القلعة جزءًا من المحمية الوطنية "كاتدرائية القديسة صوفيا". أعمال الترميم مستمرة منذ 1959. تم ترشيح القلعة الجنوية لجائزة عجائب أوكرانيا السبعة. أصبحت القلعة موقعًا مؤقتًا للتراث العالمي في 2007 وانضمت إلى ترشيح أكبر عابرللحدود للقلاع الجنوية على البحر الأسود والبحر المتوسط في 2010.

## البناء

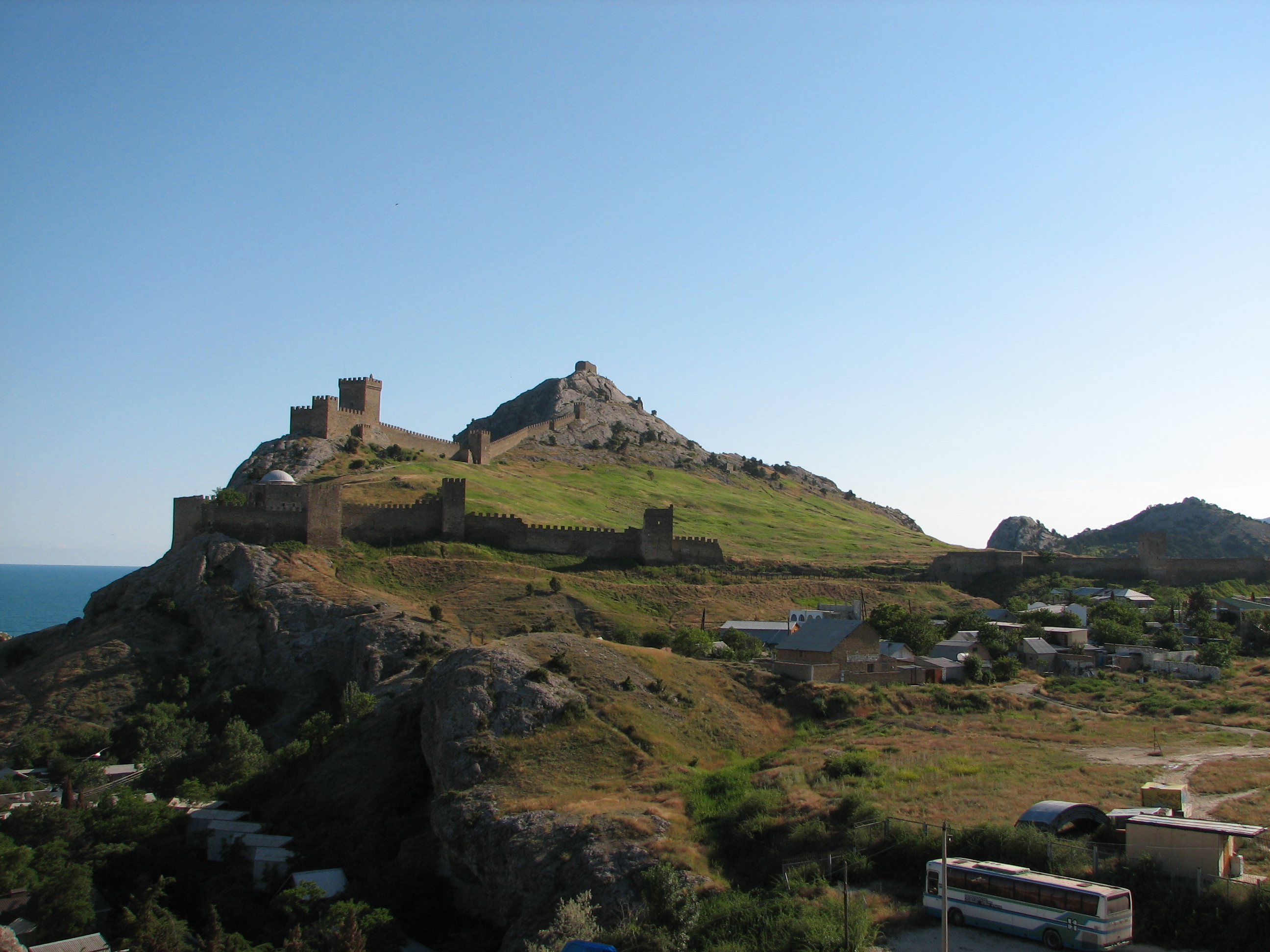
منظر لقلعة جنوة من جبل قريب. الطبقة المنخفضة في الأمام، والطبقة العليا في الخلف

تقع القلعة الجنوية على جبل، ومحاطة بالبحر الأسود من الجنوب، وخندق مائي من الشمال. تنقسم القلعة إلى قسمين: الطبقة العليا والطبقة المنخفضة.

## الطبقة المنخفضة
تُشكل الطبقة المنخفضة النصف الشمالي من القلعة. يبلغ جدار الطبقة المنخفضة ما بين 6-8 م طول، وما بين 1.5-2 م عرض. وتضم أربعة عشر برجاً بطول 15م والبوابة الرئيسية.

## الطبقة العليا
تُشكل الطبقة العليا النصف الجنوبي من القلعة بالقرب من البحر. تضم قلعة القنصل وعدداً من الأبراج. الأبراج البارزة في الطبقة العليا هي برج المراقبة وبرج الزاوية وبرج جورج.

## المدينة
توجد مباني متعددة في المنطقة المحاطة بالقلعة الجنوية، مثل مباني التخزين وصهريج المياه ومسجد بادشاه كامي وكنيسة الحواري الاثني عشر، إضافةً إلى بقايا الثكنات؛ التي بُنيت على يد الجيش الإمبراطوري الروسي.

## معرض

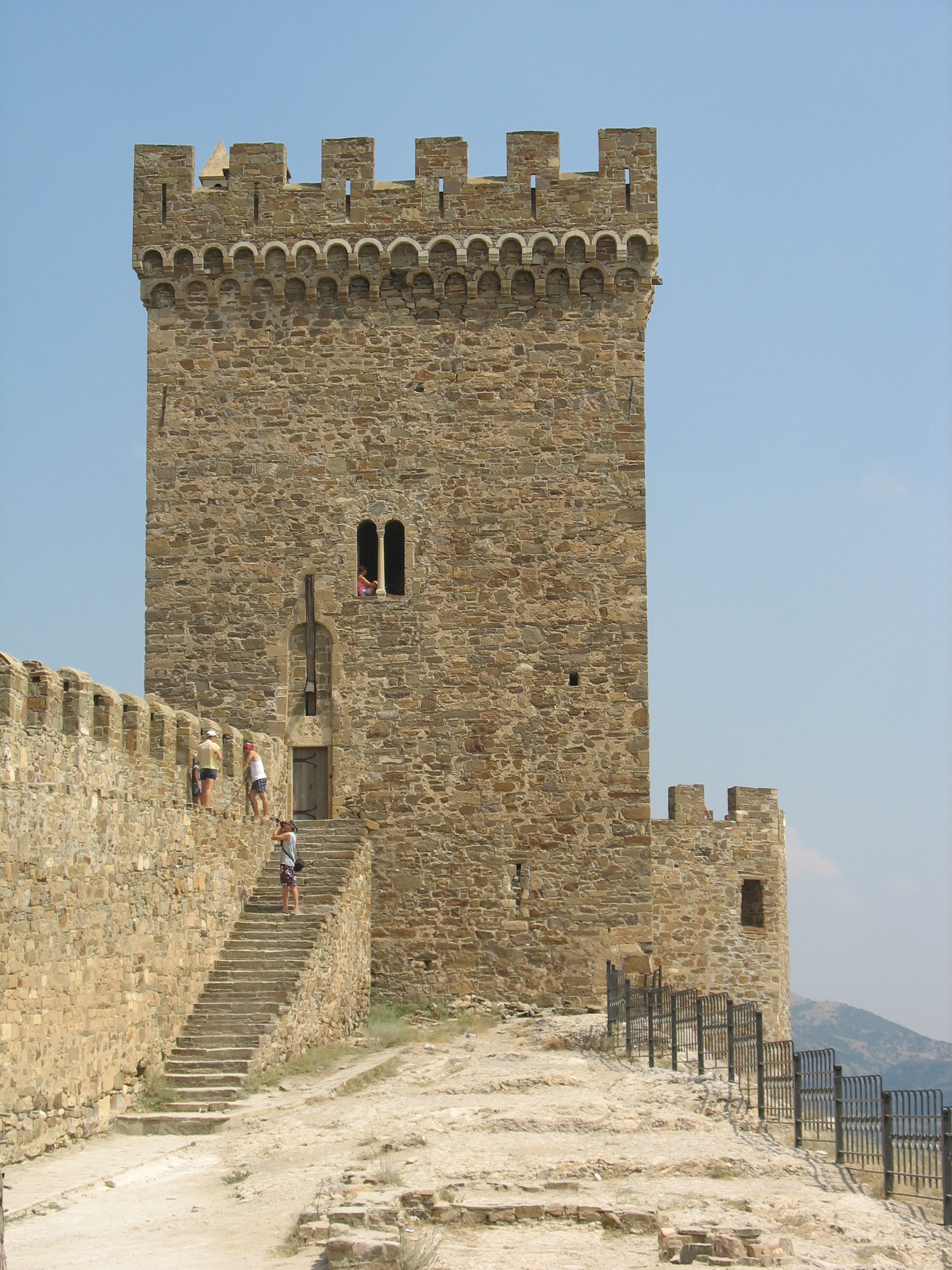
Consul's Castle
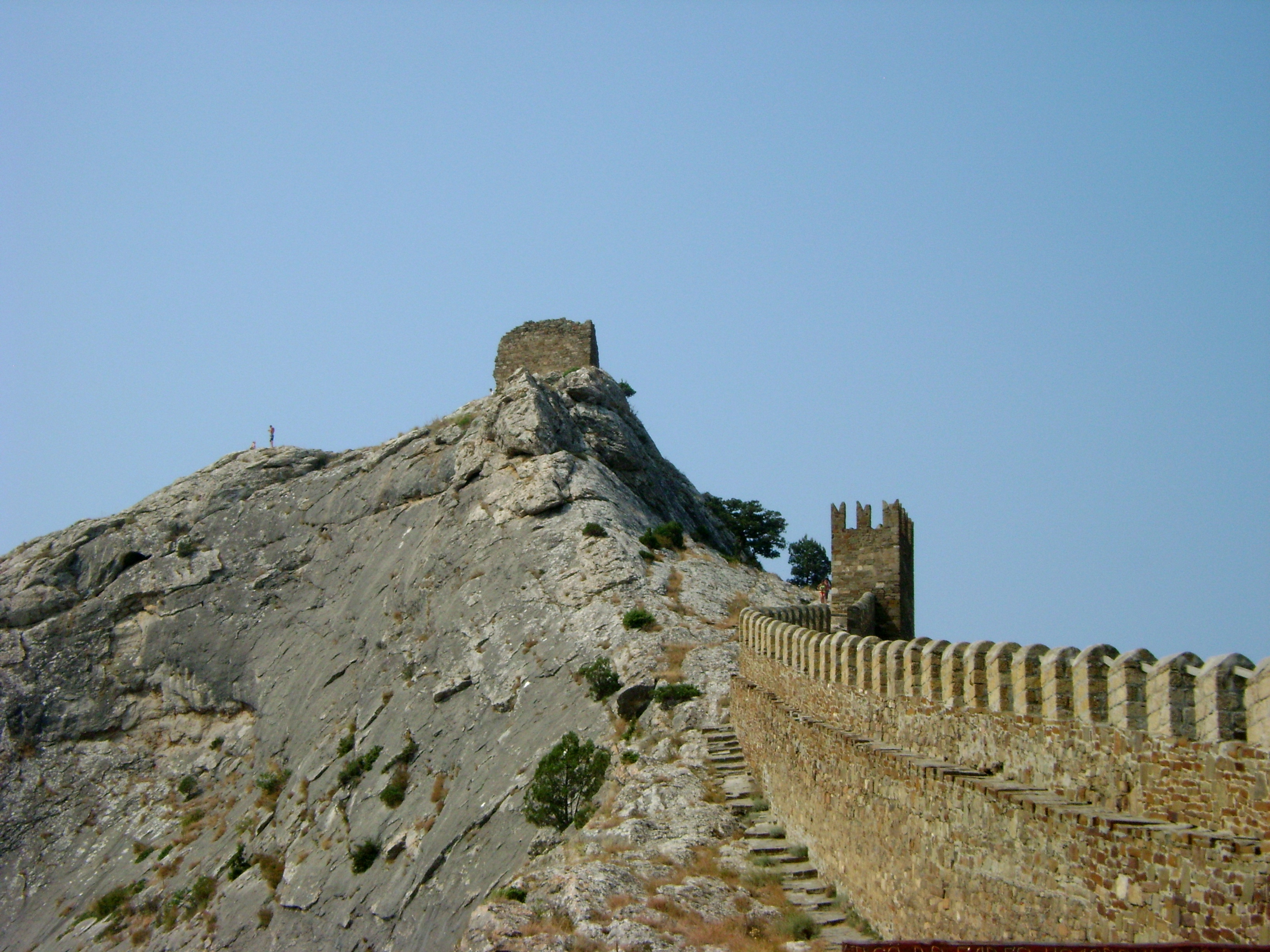
The Watch Tower
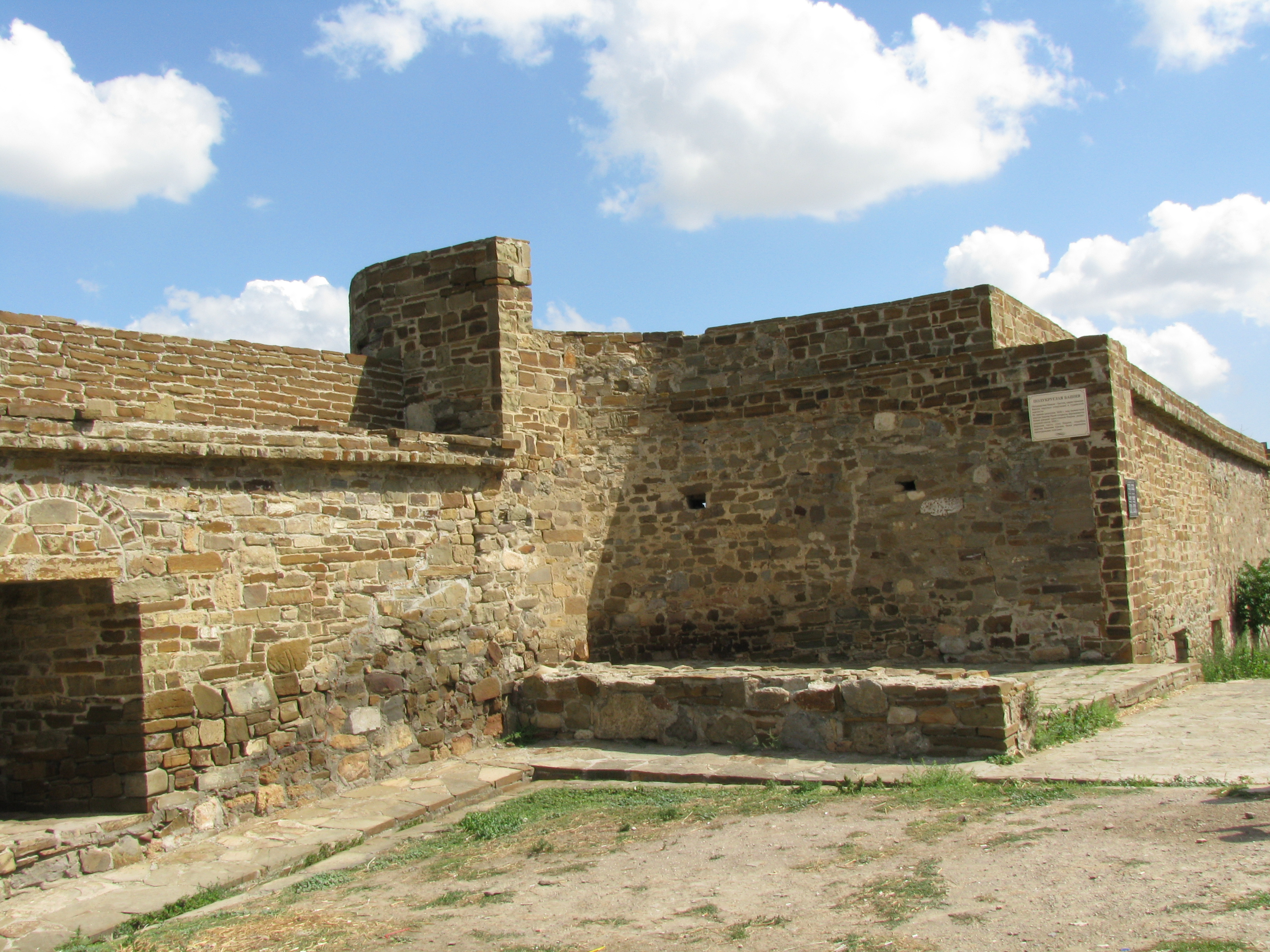
Ruins of the Semicircular Tower
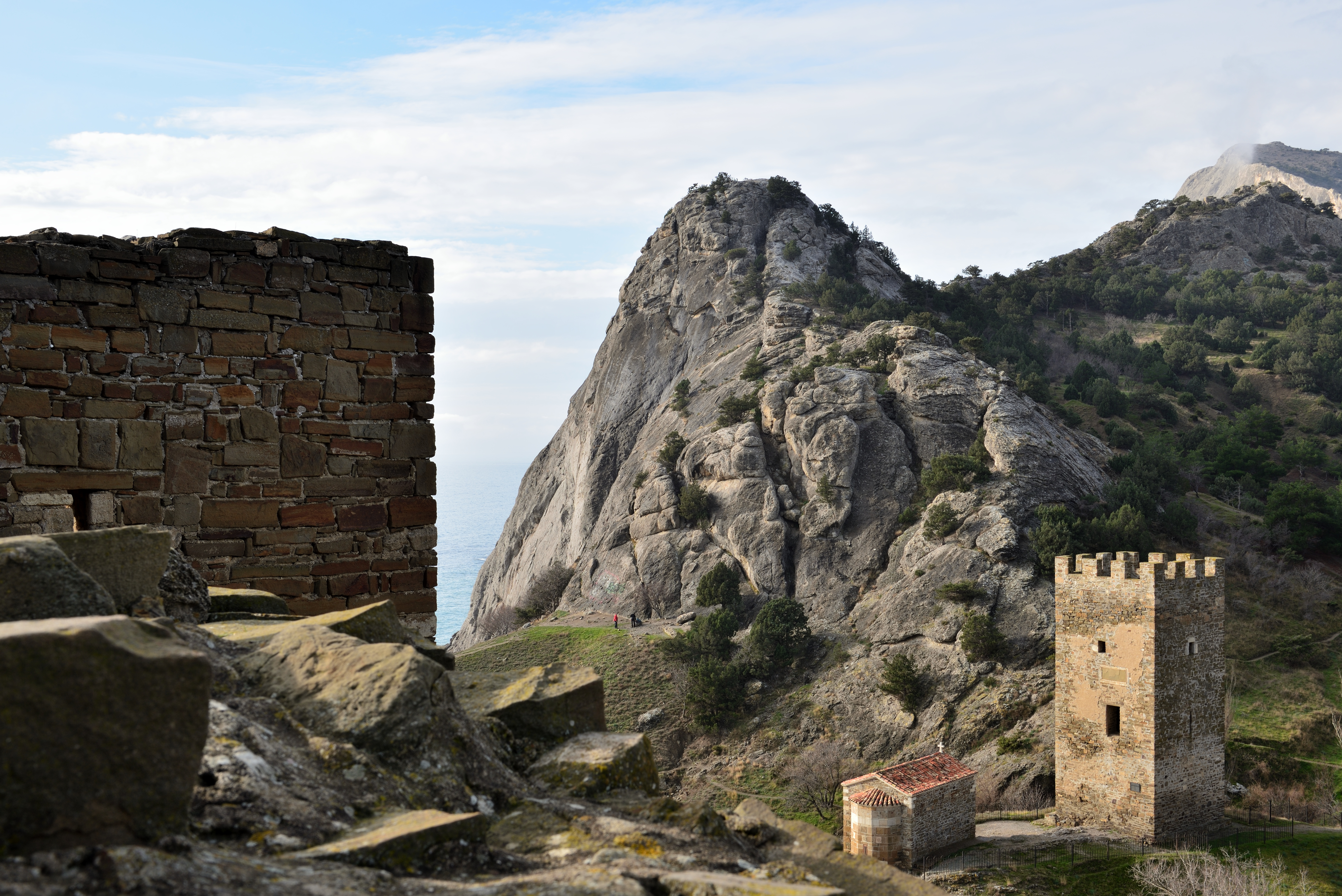
The Corner Tower
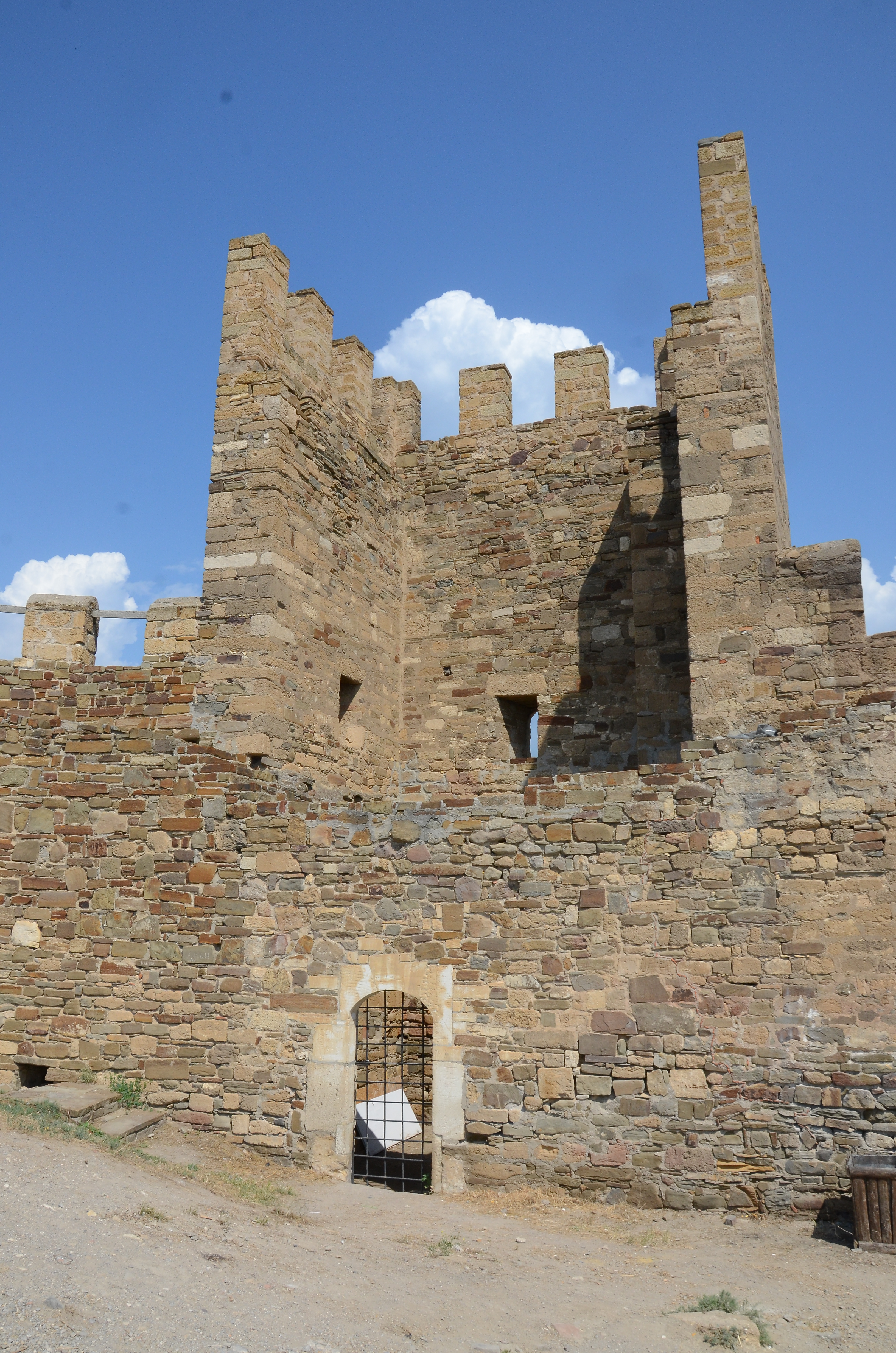
George's Tower
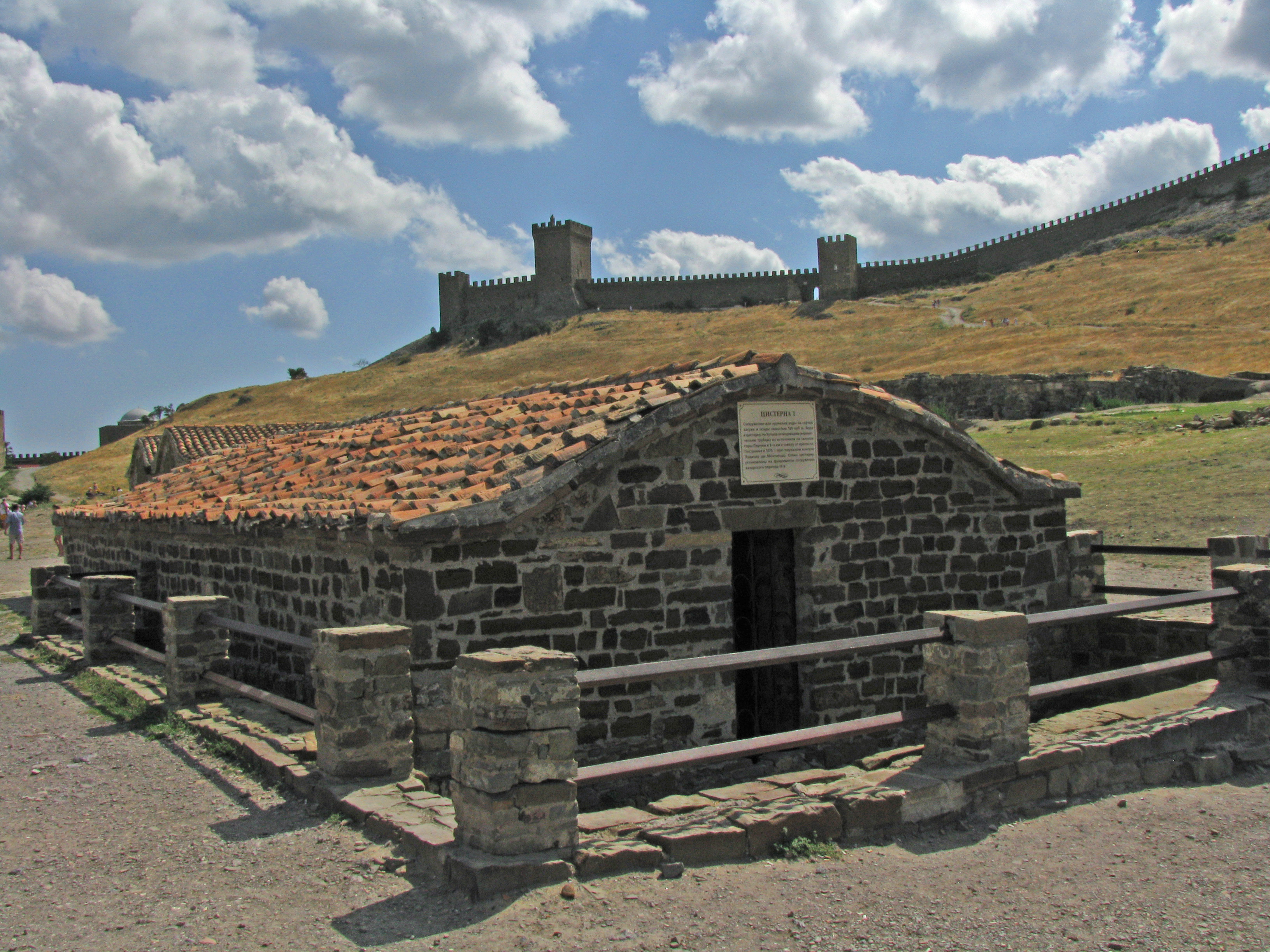
Water cistern
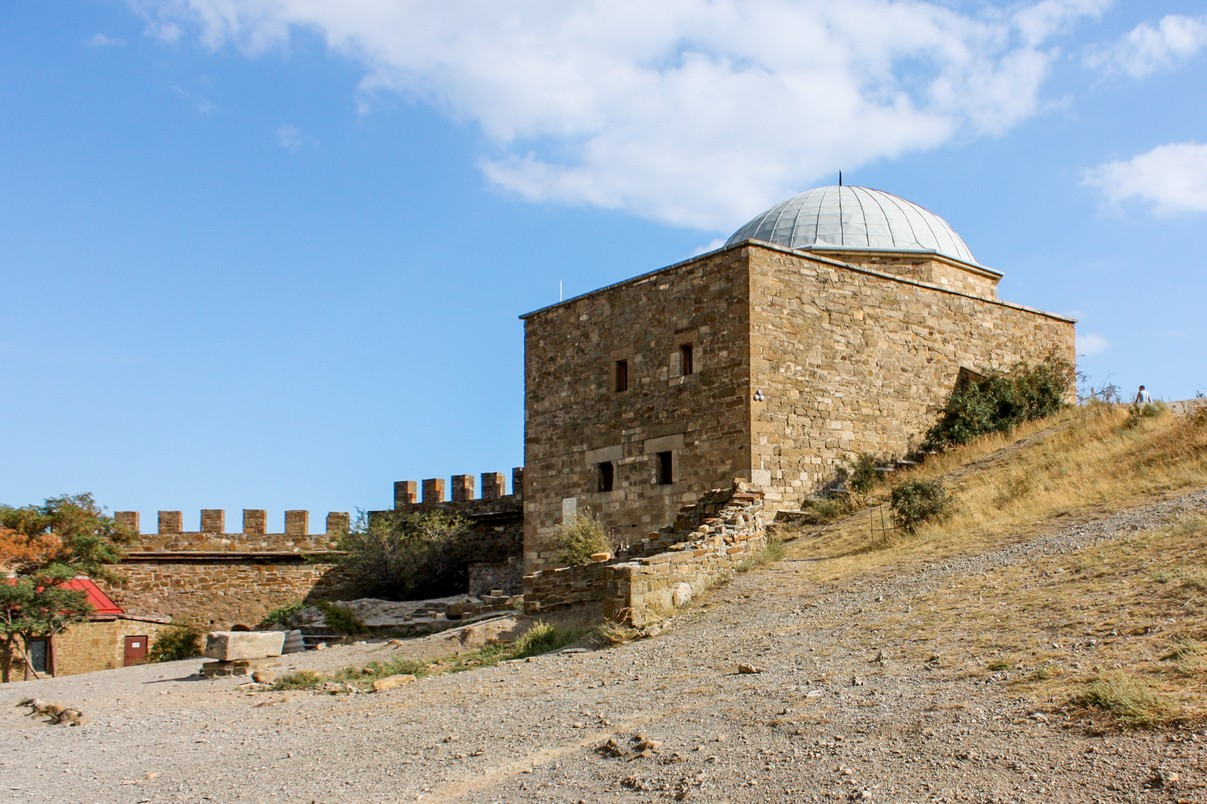
Padişah Cami Mosque
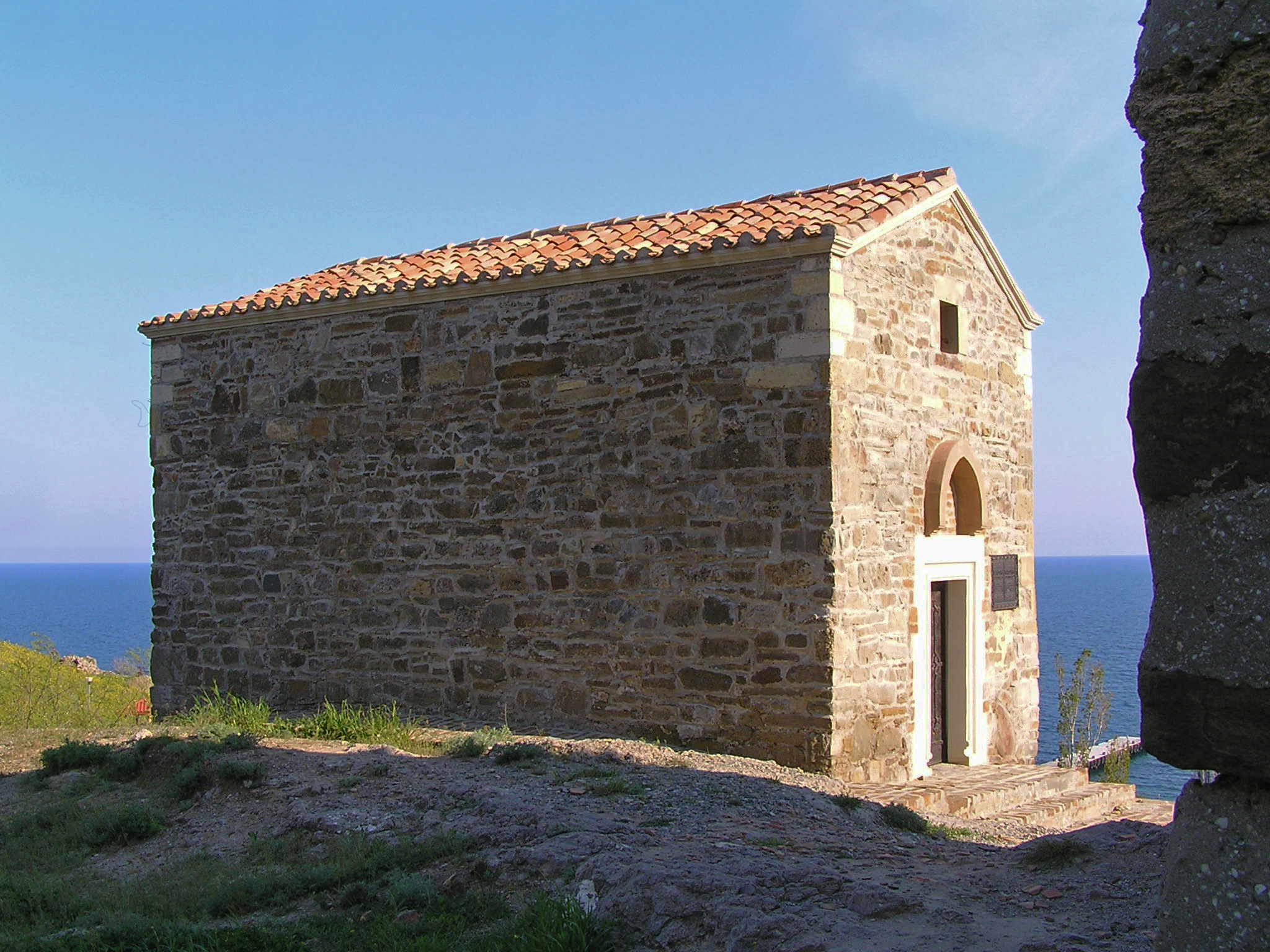
Church of the Twelve Apostles
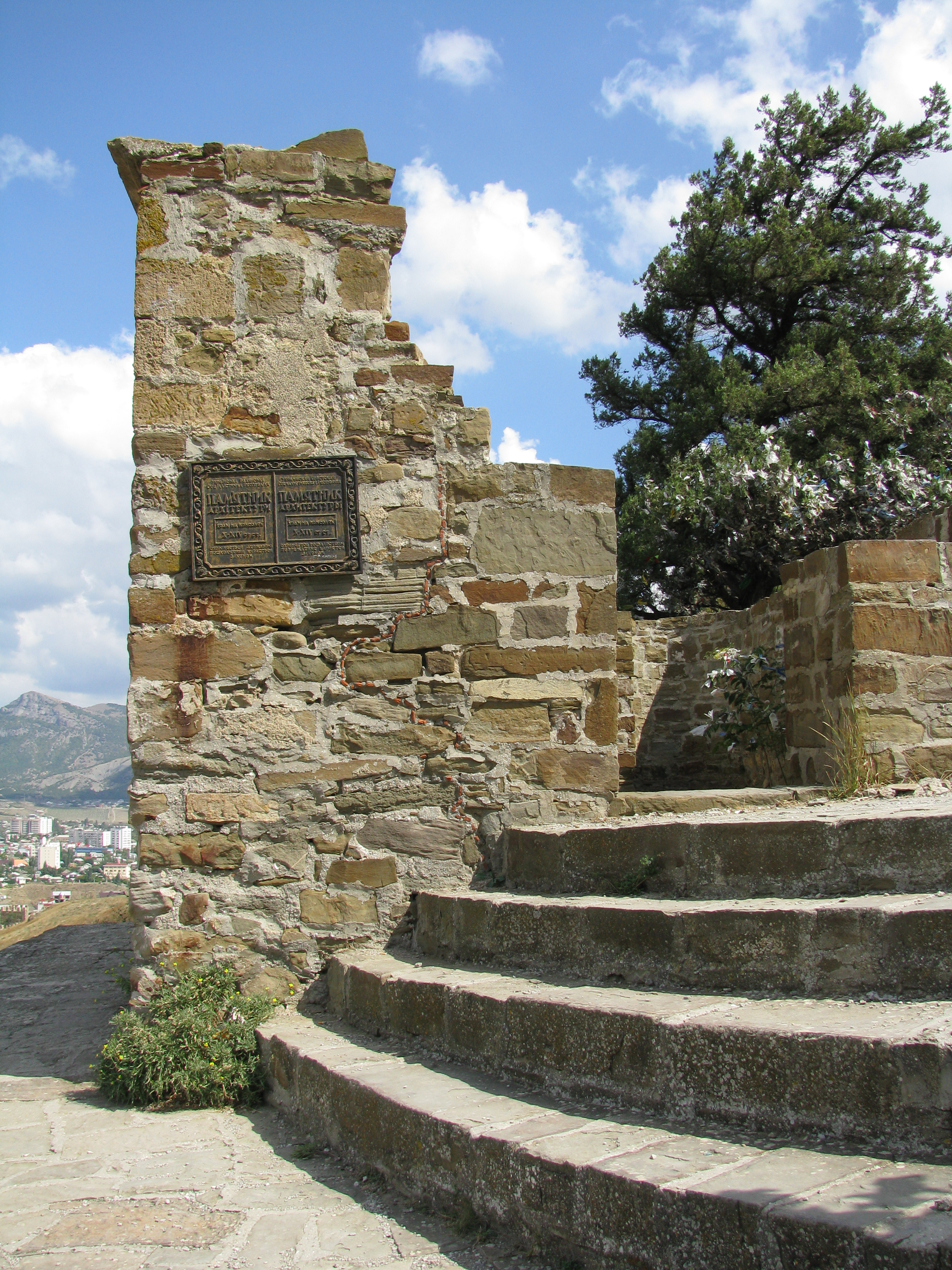
Ruins of a church
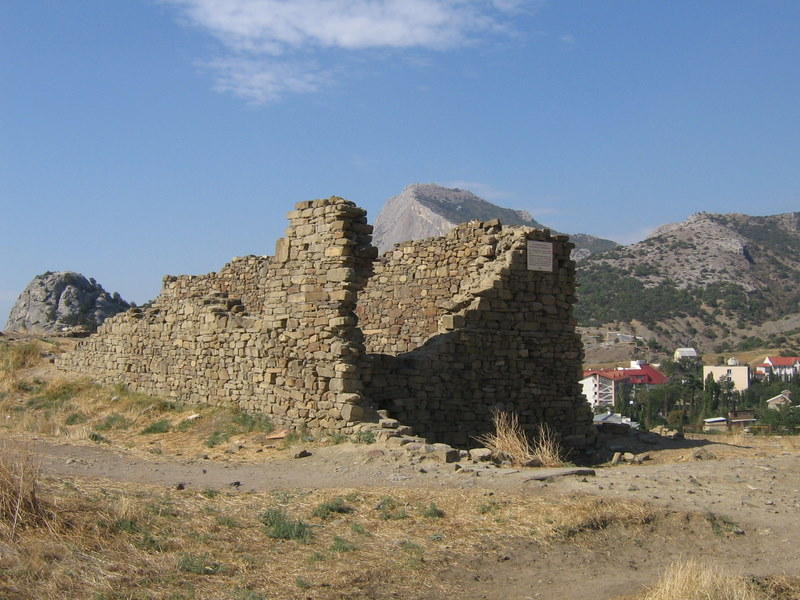
Ruins of Russian barracks
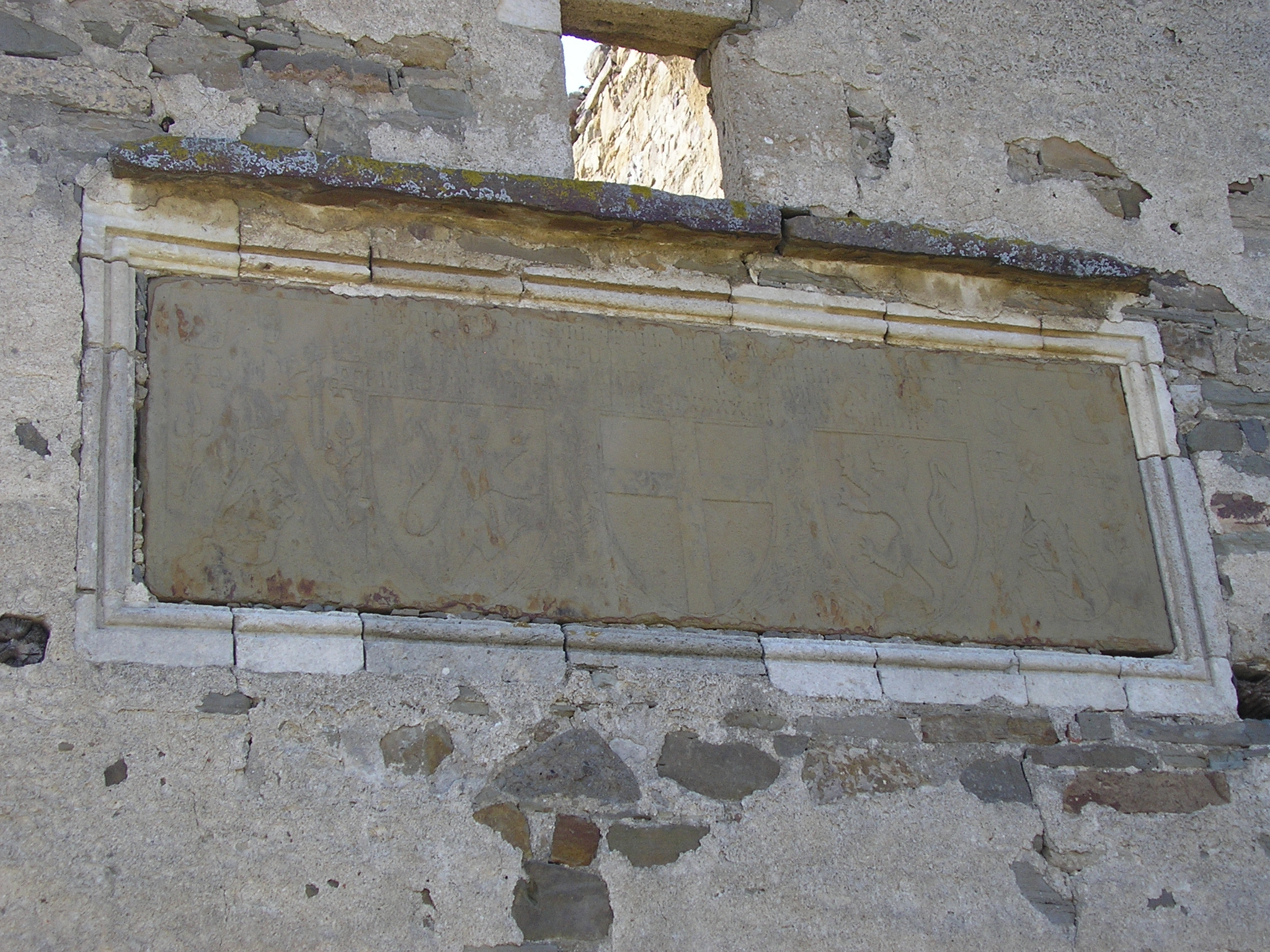
Heraldry

## أنظر أيضا
- مستوطنات جنوية
- أبراج جنوة في كورسيكا